# Conad
Conad (acrónimo de Consorzio Nazionale Dettaglianti, en español: Consorcio Nacional de Minoristas) es una empresa cooperativa que opera en el comercio minorista a gran escala. Con sede en Bolonia, está formada por 5 cooperativas de minoristas y a través de ellas opera en todas las regiones italianas. Tiene su propio centro de distribución. Fundada en 1962, Conad es un sistema cooperativo de empresarios que se ocupa de la distribución a gran escala. Está estructurado en tres niveles: miembros empresarios (propietarios de puntos de venta), cooperativas (grandes centros comerciales y de distribución) y el consorcio nacional (un organismo orientado a los servicios y al mercado para las empresas miembros).
Fuera del territorio italiano está presente en: Albania, China, Hong Kong, Kosovo, Serbia, Malta y San Marino.